# Dirección General de Estadística y Censos de El Salvador
La Dirección General de Estadística y Censos (DIGESTYC) fue una institución estatal de El Salvador, encargada de la elaboración de estudios estadísticos sobre aspectos demográficos y económicos del país. Esta oficina pública dependía del Ministerio de Economía de El Salvador. Era la equivalente del Instituto Nacional de Estadística de España. La DIGESTYC, además, elaboraba anualmente el Índice de Precios al Consumidor y también realiza estimaciones y proyecciones sobre el crecimiento de la población entre censo y censo.

## Historia
La institución fue fundada por medio de un decreto ejecutivo emitido por el presidente Rafael Zaldívar el 5 de noviembre de 1881. El decreto ejecutivo estableció la Oficina Central de Estadística en San Salvador, que sería dependiente del Ministerio de Gobernación, se compondría de un director y dos escribientes todos nombrados por el Ejecutivo. El primer Director de la Oficina era el señor don Marcos Alfaro, cuyo sueldo era de 100 pesos mensuales. El 31 de diciembre de 1881, el Ministerio de Gobernación y Fomento acordó el Reglamento de Estadística que organizó la Oficina Central de Estadística.
Para conocer mejor el estado de la instrucción primaria de la República con un concepto del número de niños en las poblaciones con relación a la asistencia escolar, en octubre de 1882 se mandó levantar un censo escolar cuya obra se emprendió durante seis meses por el doctor Marcos A. Alfaro, el director de la Oficina Central de Estadística. Los resultados de este censo empezaron a ser publicados el Diario Oficial el 13 de septiembre de 1883.
El 23 de mayo de 1891, la Dirección General de Estadística se trasladó a la casa número 95, calle del Calvario, cerca de la que ocupaba la oficina del Registro de la Propiedad Raíz. El 19 de junio de 1891 se trasladó la oficina al segundo piso de la Casa Blanca. El 16 de enero de 1893, se traslada al Palacio de Justicia, ocupando el mismo local que tenía el Juzgado 3.º de 1.ª Instancia.
Después de ser disuelta la Oficina de Estadística fue restablecida el 8 de octubre de 1900 por la administración de Tomás Regalado siendo Santiago I. Barberena su director general.
El 7 de septiembre de 1901 el presidente Tomás Regalado emitió el Reglamento de la Dirección General de Estadística.
Pasó a denominarse como Oficina Nacional del Censo de Población en 1928, recibiendo su último nombre en 1952. Esta oficina pública organizó los Censos Nacionales de Población de 1930, 1950, 1961, 1971, 1992 y 2007; así como los Censos Nacionales de Vivienda de 1950, 1961, 1971, 1992 y 2007. La DIGESTYC también organizó y realizó Censos Nacionales Agropecuarios y Económicos.
El 29 de julio de 1948, durante la presidencia de Salvador Castaneda Castro, se creó el Comité Técnico del Censo que funcionará para organizar y planificar los censos que debían efectuarse en 1949 y 1950.
El 5 de junio de 1950, el Consejo de Gobierno Revolucionario decretó la Ley orgánica del Departamento Nacional del Censo, y la Ley de Empadronamiento, y el Reglamento del Departamento Nacional del Censo. El mismo día decretó el Segundo Censo de Población de la República.
El 21 de marzo de 1955 la Asamblea Legislativa aprobó la Ley Orgánica del Servicio Estadístico Nacional, con el objetivo de investigar y perfeccionar los métodos de planeamiento, recolección, compilación, tabulación, análisis, publicación y distribución de los datos estadísticos y censales del país.
El 9 de agosto de 2022 la Asamblea Legislativa aprobó la Ley de Disolución, Liquidación y Traslado de Funciones de la Dirección General de Estadística y Censos, cuyas atribuciones de esta antigua oficina pública fueron transferidas al Banco Central de Reserva, y al mismo tiempo, quedó derogada la Ley Orgánica del Servicio Estadístico Nacional
El 6 de diciembre de 2023 la Asamblea Legislativa aprobó la Ley Especial de Estadística y Censos, en cuyo artículo 1 se declara que tiene el objetivo de «establecer los principios y normas básicas que regirán la actividad estadística  y  censal  del  país,  así  como,  crear  el  Sistema  Estadístico  Nacional, establecer  su  Coordinador General  y  las  responsabilidades  de  participación  de  las  entidades  públicas  y  otras en  el  desarrollo  de  este sistema».